# Angelica Moratelli
| jaar | rang enkelspel | rang dubbelspel |
| ---- | -------------- | --------------- |
| 2010 | 755            | 810             |
| 2011 | 910            | 654             |
| 2012 | 474            | 635             |
| 2013 | 335            | 423             |
| 2014 | 1005           | 764             |
| 2015 | –              | 985             |
| 2016 | 411            | 297             |
| 2017 | 803            | 530             |
| 2018 | 412            | 473             |
| 2019 | 469            | 309             |
| 2020 | 473            | 319             |
| 2021 | 513            | 298             |
| 2022 | 343            | 186             |
| 2023 | 539            | 87              |
| 2024 | –              | 74              |

Angelica Moratelli (Trento, 17 augustus 1994) is een tennisspeelster uit Italië. Moratelli begon met tennis toen zij vijf jaar oud was. Haar favoriete ondergrond is hardcourt. Zij speelt rechtshandig en heeft een tweehandige backhand. Zij is actief in het internationale tennis sinds 2010.

## Loopbaan

### Enkelspel
Moratelli debuteerde in 2010 op het ITF-toernooi van Imola (Italië). Zij stond in 2012 voor het eerst in een finale, op het ITF-toernooi van Iraklion (Griekenland) – zij verloor van de Kroatische Silvia Njirić. In 2013 veroverde Moratelli haar eerste titel, op het ITF-toernooi van Linköping (Zweden), door de Zweedse Malin Ulvefeldt te verslaan. Tot op heden(mei 2025) won zij tien ITF-titels, de meest recente in 2021 in Lousada (Portugal).
In 2023 kwalificeerde Moratelli zich voor het eerst voor een WTA-hoofdtoernooi, op het toernooi van Bari.

### Dubbelspel
Moratelli behaalde in het dubbelspel betere resultaten dan in het enkelspel. Zij debuteerde in 2010 op het ITF-toernooi van Rome (Italië), samen met landgenote Giorgia Marchetti. Zij stond in 2011 voor het eerst in een finale, op het ITF-toernooi van Todi (Italië), geflankeerd door landgenote Federica Di Sarra – hier veroverde zij haar eerste titel, door het duo Stephanie Bengson en Kirsten Flower te verslaan. Tot op heden(mei 2025) won zij 31 ITF-titels, de meest recente in 2023 in Solarino (Italië).
In 2016 speelde Moratelli voor het eerst op een WTA-hoofdtoernooi, op het toernooi van Rome, waarvoor zij samen met landgenote Claudia Giovine een wildcard had gekregen – zij bereikten er de tweede ronde.
In mei 2023, na haar optreden op het WTA-toernooi van Florence geflankeerd door landgenote Camilla Rosatello, kwam Moratelli binnen op de top 150 van de wereldranglijst. Zij stond in juli voor het eerst in een WTA-finale, op het toernooi van Palermo, terug met Rosatello – zij verloren van het koppel Jana Sizikova en Kimberley Zimmermann. Twee maanden later veroverde Moratelli met Rosatello haar eerste WTA-titel, op het WTA 125-toernooi van Boekarest, door het koppel Valentini Grammatikopoulou en Anna Sisková in de finale te verslaan. Daarmee maakte zij haar entrée op de mondiale top 100.
Moratelli had haar grandslamdebuut op het Australian Open 2024, samen met de Britse Samantha Murray-Sharan. In maart won zij haar tweede WTA-titel, op het WTA 125-toernooi van Antalya, terug met Camilla Rosatello.
Haar hoogste notering op de WTA-ranglijst is de 62e plaats, die zij bereikte in september 2024.

## Resultaten grandslamtoernooien
| Legenda | Legenda                          |
| ------- | -------------------------------- |
| g.t.    | geen toernooi gehouden           |
| l.c.    | lagere categorie                 |
| –       | niet deelgenomen                 |
| G       | uitgeschakeld in de groepsfase   |
| 1R      | uitgeschakeld in de eerste ronde |
| 2R      | uitgeschakeld in de tweede ronde |
| 3R      | uitgeschakeld in de derde ronde  |
| 4R      | uitgeschakeld in de vierde ronde |
| KF      | uitgeschakeld in de kwartfinale  |
| HF      | uitgeschakeld in de halve finale |
| F       | de finale verloren               |
| W       | het toernooi gewonnen            |
| w-v     | winst/verlies-balans             |

### Enkelspel
geen deelname

### Vrouwendubbelspel
| toernooi        | 2024 | 2025 |
| --------------- | ---- | ---- |
| Australian Open | 1R   | 1R   |
| Roland Garros   | 1R   |      |
| Wimbledon       | 1R   |      |
| US Open         | 3R   |      |

## Palmares
| Legenda                 |
| ----------------------- |
| Grandslamtoernooi       |
| Olympische Spelen       |
| Year-End Championships  |
| Premier Mandatory       |
| Premier Five / WTA 1000 |
| Premier / WTA 500       |
| International / WTA 250 |
| Challenger / WTA 125    |

### WTA-finaleplaatsen enkelspel
geen

### WTA-finaleplaatsen vrouwendubbelspel
| Legenda                 |
| ----------------------- |
| Grandslamtoernooi       |
| Olympische Spelen       |
| Year-End Championships  |
| Premier Mandatory       |
| Premier Five / WTA 1000 |
| Premier / WTA 500       |
| International / WTA 250 |
| Challenger / WTA 125    |

| nr.              | finale     | toernooi            | ondergrond    | partner             | tegenstandsters                         | score             |         |
| ---------------- | ---------- | ------------------- | ------------- | ------------------- | --------------------------------------- | ----------------- | ------- |
| gewonnen finales |            |                     |               |                     |                                         |                   |         |
| 1.               | 2023-09-16 | WTA Boekarest       | gravel        | Camilla Rosatello   | Valentini Grammatikopoulou Anna Sisková | 7-5, 6-4          | details |
| 2.               | 2024-03-30 | WTA Antalya         | gravel        | Camilla Rosatello   | Tímea Babos Vera Zvonarjova             | 6-3, 3-6, [15-13] | details |
| verloren finales |            |                     |               |                     |                                         |                   |         |
| 1.               | 2023-07-23 | WTA Palermo         | gravel        | Camilla Rosatello   | Jana Sizikova Kimberley Zimmermann      | 2-6, 4-6          | details |
| 2.               | 2024-02-25 | WTA Puerto Vallarta | hardcourt     | Camilla Rosatello   | Iryna Sjymanovitsj Renata Zarazúa       | 2-6, 6-7          | details |
| 3.               | 2024-06-09 | WTA Bari            | gravel        | Renata Zarazúa      | Anna Danilina Irina Chromatsjova        | 1-6, 3-6          | details |
| 4.               | 2024-06-16 | WTA Valencia        | gravel        | Renata Zarazúa      | Katarzyna Piter Fanny Stollár           | 1-6, 6-4, [8-10]  | details |
| 5.               | 2024-09-06 | WTA Guadalajara     | hardcourt     | Sabrina Santamaria  | Katarzyna Piter Fanny Stollár           | 4-6, 5-7          | details |
| 6.               | 2025-02-09 | WTA Cluj-Napoca     | hardcourt (i) | Jaqueline Cristian  | Magali Kempen Anna Sisková              | 3-6, 1-6          | details |
| 7.               | 2025-05-03 | WTA Saint-Malo      | gravel        | Oksana Kalasjnikova | Maia Lumsden Makoto Ninomiya            | 5-7, 2-6          | details |
| 8.               | 2025-05-23 | WTA Rabat           | gravel        | Camilla Rosatello   | Maya Joint Oksana Kalasjnikova          | 3-6, 5-7          | details |

### Gewonnen ITF-toernooien enkelspel
| nr. | finale     | toernooi  | dotatie  | ondergrond    | tegenstandster in finale | score         |
| --- | ---------- | --------- | -------- | ------------- | ------------------------ | ------------- |
| 01. | 2013-02-16 | Linköping | $ 10.000 | hardcourt (i) | Malin Ulvefeldt          | 7-6, 6-1      |
| 02. | 2016-01-17 | Hammamet  | $ 10.000 | gravel        | Karin Kennel             | 6-3, 6-3      |
| 03. | 2016-02-07 | Hammamet  | $ 10.000 | gravel        | Audrey Albié             | 7-6, 6-4      |
| 04. | 2016-02-14 | Hammamet  | $ 10.000 | gravel        | Margot Yerolymos         | 6-2, 6-2      |
| 05. | 2016-06-18 | Oeiras    | $ 10.000 | gravel        | Victoria Bosio           | 6-4, 6-2      |
| 06. | 2018-03-25 | Le Havre  | $ 15.000 | gravel (i)    | Marine Partaud           | 5-7, 6-1, 6-4 |
| 07. | 2018-05-20 | Hammamet  | $ 15.000 | gravel        | Jade Suvrijn             | 7-5, 7-5      |
| 08. | 2018-05-27 | Hammamet  | $ 15.000 | gravel        | Nastassja Burnett        | 6-3, 6-3      |
| 09. | 2018-06-23 | Sassuolo  | $ 15.000 | gravel        | Anne Schäfer             | 6-4, 6-3      |
| 10. | 2021-12-05 | Lousada   | $ 15.000 | hardcourt (i) | Celia Cerviño Ruiz       | 6-3, 1-6, 7-6 |